# Associazione Sportiva Cuoiopelli 1987-1988
Questa pagina raccoglie le informazioni riguardanti l'Associazione Sportiva Cuoiopelli nelle competizioni ufficiali della stagione 1987-1988.